# Lista celor mai populare nume din Statele Unite după stat
Aceasta este lista celor mai populare nume date persoanelor din Statele Unite după stat. Ea include top 10 nume din fiecare din cele de 50 state și Districtul Columbia în 2008, 2009, 2010, 2011 și 2012. Informația e preluată din baza de date "Popular Baby Names", menținută de Social Security Administration a Statelor Unite.

## 2008

### Nume masculine
| Regiune (an)                | Nr. 1     | Nr. 2       | Nr. 3       | Nr. 4       | Nr. 5       | Nr. 6       | Nr. 7       | Nr. 8       | Nr. 9       | Nr. 10      |
| --------------------------- | --------- | ----------- | ----------- | ----------- | ----------- | ----------- | ----------- | ----------- | ----------- | ----------- |
| Alabama (2008)              | William   | John        | James       | Jacob       | Christopher | Joshua      | Michael     | Jackson     | Jayden      | Ethan       |
| Alaska (2008)               | James     | Jacob       | Michael     | Ethan       | Tyler       | Aiden       | Joshua      | Joseph      | Noah        | Matthew     |
| Arizona (2008)              | Anthony   | Daniel      | Angel       | Alexander   | Jacob       | Michael     | Ethan       | Jose        | Jesus       | Joshua      |
| Arkansas (2008)             | Jacob     | Ethan       | William     | Landon      | Joshua      | Jackson     | Aiden       | James       | Hunter      | Christopher |
| California (2008)           | Daniel    | Anthony     | Angel       | Jacob       | David       | Alexander   | Andrew      | Joshua      | Christopher | Jose        |
| Colorado (2008)             | Alexander | Jacob       | William     | Ethan       | Noah        | Gabriel     | Joshua      | Daniel      | Anthony     | Elijah      |
| Connecticut (2008)          | Michael   | Ryan        | Matthew     | Alexander   | Jacob       | Christopher | William     | Anthony     | Nicholas    | Andrew      |
| Delaware (2008)             | Michael   | Jacob       | William     | Christopher | Joshua      | Jayden      | Anthony     | James       | John        | Ryan        |
| District of Columbia (2008) | William   | Alexander   | Michael     | John        | Christopher | Samuel      | Daniel      | Kevin       | Elijah      | James       |
| Florida (2008)              | Jayden    | Joshua      | Michael     | Anthony     | Christopher | Daniel      | Jacob       | Alexander   | Matthew     | David       |
| Georgia (2008)              | William   | Christopher | Joshua      | Michael     | Jacob       | Jayden      | Ethan       | James       | Elijah      | David       |
| Hawaii (2008)               | Ethan     | Noah        | Isaiah      | Jayden      | Elijah      | Joshua      | Jacob       | Aiden       | Tyler       | James       |
| Idaho (2008)                | Ethan     | William     | Jacob       | Alexander   | Logan       | Aiden       | Carter      | Michael     | Samuel      | Daniel      |
| Illinois (2008)             | Alexander | Daniel      | Michael     | Jacob       | Anthony     | Ethan       | Joshua      | Joseph      | William     | Matthew     |
| Indiana (2008)              | Jacob     | Ethan       | Noah        | William     | Aiden       | Elijah      | Alexander   | Jackson     | Michael     | Logan       |
| Iowa (2008)                 | Ethan     | William     | Carter      | Jackson     | Logan       | Noah        | Jacob       | Gavin       | Benjamin    | Landon      |
| Kansas (2008)               | Ethan     | Aiden       | Jacob       | Alexander   | William     | Gabriel     | Jackson     | Michael     | Logan       | Daniel      |
| Kentucky (2008)             | William   | Jacob       | James       | Ethan       | Landon      | Brayden     | Logan       | Aiden       | Michael     | Noah        |
| Louisiana (2008)            | Ethan     | Christopher | Jacob       | Jayden      | Michael     | William     | Landon      | Joshua      | Christian   | Noah        |
| Maine (2008)                | Jacob     | Benjamin    | Noah        | Ethan       | Caleb       | Gavin       | Joshua      | Aiden       | Logan       | Jackson     |
| Maryland (2008)             | Jacob     | Michael     | Ryan        | Joshua      | William     | Christopher | Ethan       | Jayden      | Andrew      | Anthony     |
| Massachusetts (2008)        | Ryan      | Michael     | Jacob       | Matthew     | William     | John        | Jack        | Nicholas    | Joseph      | Alexander   |
| Michigan (2008)             | Jacob     | Ethan       | Michael     | Alexander   | Logan       | Aiden       | Noah        | Andrew      | Joseph      | Joshua      |
| Minnesota (2008)            | Ethan     | Alexander   | Logan       | William     | Jacob       | Benjamin    | Mason       | Noah        | Samuel      | Gavin       |
| Mississippi (2008)          | William   | James       | Christopher | Jayden      | John        | Joshua      | Michael     | Ethan       | Landon      | Jacob       |
| Missouri (2008)             | Jacob     | Ethan       | William     | Logan       | Alexander   | Jackson     | Chase       | Noah        | Michael     | Andrew      |
| Montana (2008)              | Ethan     | Jacob       | William     | Wyatt       | Gabriel     | Logan       | Brayden     | James       | Andrew      | Hunter      |
| Nebraska (2008)             | Jacob     | Ethan       | Logan       | Noah        | Samuel      | Gavin       | Alexander   | William     | Anthony     | Carter      |
| Nevada (2008)               | Anthony   | Daniel      | Alexander   | Jacob       | Michael     | Angel       | Christopher | Joshua      | David       | Joseph      |
| New Hampshire (2008)        | Jacob     | Owen        | Ethan       | Logan       | Aiden       | William     | Ryan        | Benjamin    | Gavin       | Jack        |
| New Jersey (2008)           | Michael   | Matthew     | Anthony     | Christopher | Daniel      | Ryan        | Joseph      | Alexander   | Nicholas    | Jayden      |
| New Mexico (2008)           | Isaiah    | Daniel      | Elijah      | Jacob       | Joshua      | Michael     | Noah        | Jose        | Christopher | Ethan       |
| New York (2008)             | Michael   | Matthew     | Anthony     | Daniel      | Ryan        | Joseph      | Jayden      | Christopher | Jacob       | Alexander   |
| North Carolina (2008)       | William   | Joshua      | Jacob       | Christopher | Ethan       | Michael     | James       | Jayden      | Noah        | David       |
| North Dakota (2008)         | Carter    | Aiden       | Mason       | Gavin       | Wyatt       | Logan       | Brody       | Landon      | Brayden     | Ethan       |
| Ohio (2008)                 | Jacob     | Ethan       | Michael     | Logan       | Andrew      | William     | Noah        | Aiden       | Joseph      | Alexander   |
| Oklahoma (2008)             | Ethan     | Jacob       | Logan       | Michael     | William     | Aiden       | Alexander   | James       | Noah        | Joshua      |
| Oregon (2008)               | Ethan     | Alexander   | Jacob       | Logan       | Aiden       | Benjamin    | Noah        | Wyatt       | Andrew      | Daniel      |
| Pennsylvania (2008)         | Michael   | Ryan        | Jacob       | Matthew     | Joseph      | Logan       | Anthony     | Ethan       | Alexander   | Nicholas    |
| Puerto Rico (2005)          | Luis      | Jose        | Angel       | Carlos      | Diego       | Sebastian   | Gabriel     | Kevin       | Juan        | Adrian      |
| Rhode Island (2008)         | Michael   | Jayden      | Jacob       | Ethan       | Anthony     | Ryan        | Matthew     | Noah        | Andrew      | Jack        |
| South Carolina (2008)       | William   | Joshua      | Christopher | Jayden      | Jacob       | James       | Michael     | Ethan       | John        | Noah        |
| South Dakota (2008)         | Jacob     | Mason       | Noah        | Jackson     | Ethan       | Logan       | Isaac       | Carter      | Samuel      | Gavin       |
| Tennessee (2008)            | William   | Jacob       | James       | Ethan       | Elijah      | Joshua      | Jackson     | Christopher | Noah        | Michael     |
| Texas (2008)                | Jose      | Jacob       | Daniel      | Christopher | Joshua      | David       | Angel       | Ethan       | Juan        | Michael     |
| Utah (2008)                 | Ethan     | Samuel      | William     | Jacob       | Benjamin    | Joshua      | Alexander   | Andrew      | Daniel      | Jackson     |
| Vermont (2008)              | Noah      | Jacob       | Benjamin    | Logan       | Mason       | Wyatt       | Owen        | Ryan        | Ethan       | Evan        |
| Virginia (2008)             | William   | Jacob       | Ethan       | Joshua      | Michael     | Christopher | James       | Matthew     | Jayden      | Alexander   |
| Washington (2008)           | Ethan     | Jacob       | Alexander   | Daniel      | Logan       | William     | Noah        | Aiden       | Samuel      | Joshua      |
| West Virginia (2008)        | Jacob     | Ethan       | Hunter      | Landon      | Noah        | Aiden       | James       | Brayden     | Joshua      | Logan       |
| Wisconsin (2008)            | Ethan     | Mason       | Jacob       | Logan       | Benjamin    | Alexander   | Aiden       | Gavin       | Noah        | William     |
| Wyoming (2008)              | James     | Wyatt       | Hunter      | Jacob       | Tyler       | Gabriel     | Anthony     | Joseph      | Noah        | Christopher |

### Nume feminine
| Regiune (an)                | Nr. 1    | Nr. 2     | Nr. 3    | Nr. 4     | Nr. 5     | Nr. 6     | Nr. 7    | Nr. 8     | Nr. 9     | Nr. 10    |
| --------------------------- | -------- | --------- | -------- | --------- | --------- | --------- | -------- | --------- | --------- | --------- |
| Alabama (2008)              | Emma     | Madison   | Addison  | Ava       | Emily     | Chloe     | Anna     | Hannah    | Isabella  | Elizabeth |
| Alaska (2008)               | Emma     | Ava       | Abigail  | Sophia    | Emily     | Isabella  | Olivia   | Elizabeth | Madison   | Alyssa    |
| Arizona (2008)              | Isabella | Sophia    | Emma     | Emily     | Mia       | Abigail   | Ava      | Samantha  | Madison   | Elizabeth |
| Arkansas (2008)             | Madison  | Emma      | Addison  | Emily     | Olivia    | Chloe     | Ava      | Abigail   | Isabella  | Brooklyn  |
| California (2008)           | Isabella | Emily     | Sophia   | Samantha  | Ashley    | Natalie   | Mia      | Emma      | Abigail   | Ava       |
| Colorado (2008)             | Isabella | Olivia    | Sophia   | Emma      | Abigail   | Madison   | Ava      | Elizabeth | Samantha  | Emily     |
| Connecticut (2008)          | Isabella | Olivia    | Ava      | Emily     | Emma      | Madison   | Sophia   | Abigail   | Julia     | Grace     |
| Delaware (2008)             | Ava      | Olivia    | Madison  | Abigail   | Emma      | Isabella  | Emily    | Sophia    | Alexis    | Brianna   |
| District of Columbia (2008) | Ashley   | Chloe     | Sophia   | Katherine | Emma      | Emily     | Madison  | Olivia    | Abigail   | Elizabeth |
| Florida (2008)              | Isabella | Sophia    | Emily    | Emma      | Madison   | Olivia    | Ava      | Abigail   | Mia       | Brianna   |
| Georgia (2008)              | Madison  | Emma      | Emily    | Ava       | Olivia    | Abigail   | Addison  | Elizabeth | Isabella  | Chloe     |
| Hawaii (2008)               | Chloe    | Isabella  | Madison  | Mia       | Sophia    | Ava       | Lily     | Hailey    | Emma      | Kayla     |
| Idaho (2008)                | Olivia   | Emma      | Madison  | Abigail   | Emily     | Elizabeth | Sophia   | Ava       | Alexis    | Addison   |
| Illinois (2008)             | Olivia   | Emily     | Isabella | Emma      | Sophia    | Ava       | Abigail  | Madison   | Mia       | Samantha  |
| Indiana (2008)              | Emma     | Olivia    | Ava      | Madison   | Addison   | Abigail   | Emily    | Sophia    | Isabella  | Lillian   |
| Iowa (2008)                 | Emma     | Olivia    | Ava      | Addison   | Abigail   | Ella      | Emily    | Grace     | Madison   | Isabella  |
| Kansas (2009)               | Emma     | Olivia    | Emily    | Ava       | Madison   | Addison   | Isabella | Elizabeth | Abigail   | Chloe     |
| Kentucky (2009)             | Madison  | Emma      | Olivia   | Abigail   | Addison   | Emily     | Isabella | Ava       | Chloe     | Elizabeth |
| Louisiana (2008)            | Madison  | Ava       | Emma     | Olivia    | Isabella  | Addison   | Chloe    | Emily     | Abigail   | Alyssa    |
| Maine (2008)                | Emma     | Olivia    | Madison  | Ava       | Abigail   | Isabella  | Emily    | Grace     | Sophia    | Elizabeth |
| Maryland (2008)             | Madison  | Emily     | Emma     | Olivia    | Ava       | Sophia    | Isabella | Abigail   | Taylor    | Chloe     |
| Massachusetts (2007)        | Ava      | Isabella  | Olivia   | Emma      | Sophia    | Abigail   | Emily    | Madison   | Grace     | Ella      |
| Michigan (2008)             | Olivia   | Ava       | Emma     | Madison   | Isabella  | Sophia    | Abigail  | Addison   | Emily     | Alexis    |
| Minnesota (2008)            | Ava      | Olivia    | Emma     | Sophia    | Grace     | Isabella  | Abigail  | Ella      | Madison   | Addison   |
| Mississippi (2008)          | Madison  | Emma      | Addison  | Ava       | Anna      | Olivia    | Chloe    | Makayla   | Taylor    | Elizabeth |
| Missouri (2008)             | Emma     | Ava       | Madison  | Olivia    | Chloe     | Abigail   | Sophia   | Isabella  | Addison   | Emily     |
| Montana (2008)              | Madison  | Olivia    | Emma     | Isabella  | Chloe     | Sophia    | Grace    | Abigail   | Elizabeth | Ava       |
| Nebraska (2008)             | Ava      | Addison   | Emma     | Olivia    | Sophia    | Ella      | Alexis   | Grace     | Isabella  | Madison   |
| Nevada (2008)               | Emily    | Isabella  | Olivia   | Madison   | Sophia    | Natalie   | Samantha | Abigail   | Mia       | Ava       |
| New Hampshire (2008)        | Emma     | Olivia    | Ava      | Madison   | Abigail   | Sophia    | Isabella | Addison   | Hannah    | Ella      |
| New Jersey (2008)           | Isabella | Ava       | Sophia   | Olivia    | Emma      | Emily     | Madison  | Samantha  | Sarah     | Ashley    |
| New Mexico (2008)           | Isabella | Alyssa    | Nevaeh   | Madison   | Olivia    | Alexis    | Mia      | Sophia    | Ava       | Emily     |
| New York (2008)             | Isabella | Olivia    | Sophia   | Madison   | Ava       | Emma      | Emily    | Abigail   | Sarah     | Samantha  |
| North Carolina (2008)       | Emma     | Madison   | Ava      | Emily     | Abigail   | Olivia    | Addison  | Elizabeth | Isabella  | Hannah    |
| North Dakota (2008)         | Ava      | Emma      | Sophia   | Addison   | Ella      | Olivia    | Abigail  | Chloe     | Grace     | Lily      |
| Ohio (2008)                 | Ava      | Olivia    | Emma     | Madison   | Isabella  | Abigail   | Sophia   | Addison   | Emily     | Chloe     |
| Oklahoma (2008)             | Emma     | Madison   | Addison  | Emily     | Ava       | Olivia    | Chloe    | Abigail   | Isabella  | Avery     |
| Oregon (2008)               | Olivia   | Emma      | Ava      | Isabella  | Emily     | Abigail   | Sophia   | Madison   | Elizabeth | Ella      |
| Pennsylvania (2008)         | Ava      | Olivia    | Emma     | Madison   | Isabella  | Abigail   | Emily    | Sophia    | Chloe     | Elizabeth |
| Puerto Rico (2005)          | Paola    | Genesis   | Gabriela | Alondra   | NA        | NA        | NA       | NA        | NA        |           |
| Rhode Island (2008)         | Ava      | Emma      | Olivia   | Sophia    | Isabella  | Madison   | Abigail  | Grace     | Mia       | Elizabeth |
| South Carolina (2008)       | Madison  | Emma      | Emily    | Abigail   | Olivia    | Isabella  | Ava      | Elizabeth | Anna      | Addison   |
| South Dakota (2008)         | Emma     | Olivia    | Addison  | Grace     | Ava       | Alexis    | Ella     | Isabella  | Elizabeth | Madison   |
| Tennessee (2008)            | Emma     | Madison   | Abigail  | Addison   | Emily     | Ava       | Chloe    | Olivia    | Isabella  | Elizabeth |
| Texas (2008)                | Emily    | Isabella  | Abigail  | Emma      | Madison   | Sophia    | Mia      | Natalie   | Ashley    | Ava       |
| Utah (2008)                 | Olivia   | Emma      | Abigail  | Lily      | Elizabeth | Ava       | Madison  | Addison   | Emily     | Isabella  |
| Vermont (2008)              | Emma     | Elizabeth | Ava      | Olivia    | Emily     | Abigail   | Lily     | Hannah    | Isabella  | Madison   |
| Virginia (2008)             | Emma     | Abigail   | Madison  | Emily     | Olivia    | Isabella  | Sophia   | Ava       | Elizabeth | Chloe     |
| Washington (2008)           | Olivia   | Emma      | Ava      | Sophia    | Emily     | Isabella  | Abigail  | Madison   | Chloe     | Elizabeth |
| West Virginia (2008)        | Emma     | Madison   | Abigail  | Olivia    | Emily     | Ava       | Chloe    | Alexis    | Addison   | Isabella  |
| Wisconsin (2008)            | Ava      | Emma      | Olivia   | Sophia    | Isabella  | Ella      | Emily    | Abigail   | Addison   | Grace     |
| Wyoming (2008)              | Madison  | Emma      | Taylor   | Abigail   | Emily     | Ava       | Ella     | Alexis    | Addison   | Hannah    |

## 2009

### Nume masculine
| Regiune (an)                | Nr. 1     | Nr. 2       | Nr. 3       | Nr. 4       | Nr. 5       | Nr. 6       | Nr. 7       | Nr. 8       | Nr. 9     | Nr. 10      |
| --------------------------- | --------- | ----------- | ----------- | ----------- | ----------- | ----------- | ----------- | ----------- | --------- | ----------- |
| Alabama (2009)              | William   | James       | Jacob       | Jackson     | John        | Joshua      | Jayden      | Christopher | Michael   | Ethan       |
| Alaska (2009)               | Michael   | Ethan       | Logan       | Samuel      | Elijah      | James       | Joseph      | William     | David     | Gabriel     |
| Arizona (2009)              | Jacob     | Alexander   | Daniel      | Angel       | Anthony     | Ethan       | David       | Michael     | Aiden     | Jose        |
| Arkansas (2009)             | William   | Jacob       | Ethan       | Joshua      | Jayden      | Noah        | Christopher | Jackson     | Landon    | Aiden       |
| California (2009)           | Daniel    | Anthony     | Angel       | Jacob       | Alexander   | Ethan       | David       | Andrew      | Matthew   | Joshua      |
| Colorado (2009)             | Alexander | Jacob       | Noah        | William     | Benjamin    | Ethan       | Logan       | Daniel      | David     | Jackson     |
| Connecticut (2009)          | Michael   | Ryan        | Alexander   | Matthew     | Jayden      | Ethan       | William     | Anthony     | Joshua    | Christopher |
| Delaware (2009)             | Alexander | Michael     | James       | Jayden      | Ethan       | Matthew     | William     | Logan       | Aiden     | Chase       |
| District of Columbia (2009) | William   | Michael     | James       | Alexander   | Daniel      | Christopher | John        | Joshua      | Elijah    | Jacob       |
| Florida (2009)              | Jayden    | Michael     | Joshua      | Jacob       | Anthony     | Christopher | Ethan       | Daniel      | Alexander | Noah        |
| Georgia (2009)              | William   | Christopher | Joshua      | James       | Jayden      | Jacob       | Michael     | Christian   | Ethan     | Noah        |
| Hawaii (2009)               | Ethan     | Noah        | Jayden      | Joshua      | Elijah      | Caleb       | Jacob       | Aiden       | Gabriel   | Isaiah      |
| Idaho (2009)                | Logan     | Jacob       | Ethan       | William     | Wyatt       | Jackson     | Noah        | Aiden       | Mason     | Alexander   |
| Illinois (2009)             | Alexander | Daniel      | Jacob       | Michael     | Anthony     | Ethan       | Joshua      | William     | Nathan    | Aiden       |
| Indiana (2009)              | Ethan     | Noah        | Jacob       | Logan       | Elijah      | Aiden       | Alexander   | William     | Jackson   | Gavin       |
| Iowa (2009)                 | Jacob     | Ethan       | Carter      | Noah        | William     | Owen        | Jackson     | Gavin       | Logan     | Mason       |
| Kansas (2009)               | Ethan     | William     | Jacob       | Alexander   | Noah        | Aiden       | Jackson     | Gabriel     | Logan     | Joshua      |
| Kentucky (2009)             | Jacob     | William     | James       | Ethan       | Noah        | Landon      | Aiden       | Brayden     | Elijah    | Jackson     |
| Louisiana (2009)            | Jayden    | Ethan       | Landon      | Joshua      | Noah        | William     | Michael     | Aiden       | John      | Christopher |
| Maine (2009)                | Noah      | Logan       | Jacob       | Owen        | Aiden       | Landon      | William     | Michael     | Carter    | Wyatt       |
| Maryland (2009)             | Michael   | Jayden      | Joshua      | Ethan       | William     | Alexander   | Jacob       | Matthew     | Noah      | Ryan        |
| Massachusetts (2009)        | Ryan      | Jacob       | William     | Michael     | Matthew     | Benjamin    | John        | Anthony     | Alexander | Jack        |
| Michigan (2009)             | Jacob     | Ethan       | Logan       | Noah        | Aiden       | Michael     | Alexander   | Joshua      | Andrew    | William     |
| Minnesota (2009)            | Logan     | Benjamin    | William     | Ethan       | Jacob       | Alexander   | Owen        | Carter      | Samuel    | Noah        |
| Mississippi (2009)          | William   | Jayden      | James       | Christopher | Joshua      | John        | Michael     | Ethan       | Landon    | Jacob       |
| Missouri (2009)             | Jacob     | Ethan       | William     | Jackson     | Logan       | Aiden       | Noah        | Michael     | Landon    | Gavin       |
| Montana (2009)              | Ethan     | Wyatt       | Logan       | Landon      | James       | William     | Jacob       | Liam        | Benjamin  | Isaac       |
| Nebraska (2009)             | Alexander | Carter      | Noah        | William     | Jacob       | Ethan       | Logan       | Samuel      | Landon    | Gavin       |
| Nevada (2009)               | Anthony   | Jacob       | Daniel      | Michael     | Alexander   | Ethan       | Jayden      | Angel       | David     | Aiden       |
| New Hampshire (2009)        | Logan     | Jacob       | Liam        | Aiden       | Ryan        | Ethan       | Matthew     | Benjamin    | Gavin     | William     |
| New Jersey (2009)           | Michael   | Matthew     | Anthony     | Jayden      | Ryan        | Daniel      | Joseph      | Christopher | Alexander | Nicholas    |
| New Mexico (2009)           | Aiden     | Noah        | Joshua      | Jacob       | Gabriel     | Michael     | Isaiah      | Daniel      | Elijah    | Josiah      |
| New York (2009)             | Michael   | Jayden      | Matthew     | Ethan       | Daniel      | Ryan        | Anthony     | Joseph      | Jacob     | Christopher |
| North Carolina (2009)       | William   | Jacob       | Christopher | Noah        | Joshua      | Ethan       | Michael     | Alexander   | Elijah    | James       |
| North Dakota (2009)         | Ethan     | Logan       | Jack        | Carter      | Jacob       | Mason       | Brayden     | Gavin       | Aiden     | Jackson     |
| Ohio (2009)                 | Jacob     | Noah        | Ethan       | Logan       | William     | Aiden       | Michael     | Andrew      | Alexander | James       |
| Oklahoma (2009)             | Ethan     | Jacob       | Noah        | William     | Joshua      | Aiden       | James       | Michael     | Gabriel   | Logan       |
| Oregon (2009)               | Alexander | Logan       | Jacob       | Daniel      | Ethan       | Gabriel     | Noah        | Elijah      | William   | Benjamin    |
| Pennsylvania (2009)         | Michael   | Jacob       | Ethan       | Logan       | Matthew     | Ryan        | Alexander   | Chase       | Joseph    | Aiden       |
| Puerto Rico (2009)          | Luis      | Angel       | Adrian      | Jose        | Diego       | Sebastian   | Carlos      | Ian         | Gabriel   | Yadiel      |
| Rhode Island (2009)         | Anthony   | Jayden      | Logan       | Jacob       | Michael     | Aiden       | Joseph      | Joshua      | Matthew   | Benjamin    |
| South Carolina (2009)       | William   | Jayden      | Christopher | James       | Jacob       | Joshua      | Michael     | Jackson     | Noah      | Caleb       |
| South Dakota (2009)         | Ethan     | Noah        | Gavin       | Logan       | Jackson     | Aiden       | Jacob       | Mason       | Wyatt     | Carter      |
| Tennessee (2009)            | William   | Jacob       | Joshua      | Noah        | Ethan       | James       | Elijah      | Jackson     | Michael   | Aiden       |
| Texas (2009)                | Jose      | Daniel      | Jacob       | Angel       | Christopher | David       | Ethan       | Joshua      | Jayden    | Alexander   |
| Utah (2009)                 | Ethan     | William     | Jacob       | Isaac       | James       | Mason       | Benjamin    | Samuel      | Joshua    | Logan       |
| Vermont (2009)              | Noah      | William     | Owen        | Logan       | Aiden       | Hunter      | Jackson     | Jacob       | Carter    | Wyatt       |
| Virginia (2009)             | William   | Jacob       | Michael     | Noah        | Ethan       | Christopher | Joshua      | Alexander   | James     | Jayden      |
| Washington (2009)           | Alexander | Jacob       | Ethan       | William     | Daniel      | Logan       | Benjamin    | Aiden       | Samuel    | David       |
| West Virginia (2009)        | Jacob     | Hunter      | Ethan       | Noah        | Aiden       | Brayden     | Logan       | Landon      | Elijah    | James       |
| Wisconsin (2009)            | Ethan     | Jacob       | Noah        | Logan       | Mason       | Alexander   | Aiden       | Owen        | Carter    | Jackson     |
| Wyoming (2009)              | Wyatt     | William     | Aiden       | Jacob       | Mason       | Noah        | Hunter      | Logan       | James     | Brayden     |

### Nume feminine
| Regiune (an)                | Nr. 1    | Nr. 2    | Nr. 3    | Nr. 4     | Nr. 5    | Nr. 6     | Nr. 7     | Nr. 8     | Nr. 9     | Nr. 10    |
| --------------------------- | -------- | -------- | -------- | --------- | -------- | --------- | --------- | --------- | --------- | --------- |
| Alabama (2009)              | Emma     | Madison  | Isabella | Ava       | Anna     | Addison   | Olivia    | Chloe     | Abigail   | Emily     |
| Alaska (2009)               | Isabella | Sophia   | Olivia   | Abigail   | Ava      | Emma      | Madison   | Chloe     | Emily     | Elizabeth |
| Arizona (2009)              | Isabella | Sophia   | Emma     | Mia       | Emily    | Olivia    | Madison   | Abigail   | Ava       | Samantha  |
| Arkansas (2009)             | Emma     | Madison  | Addison  | Isabella  | Ava      | Alexis    | Emily     | Abigail   | Olivia    | Chloe     |
| California (2009)           | Isabella | Sophia   | Emily    | Mia       | Samantha | Natalie   | Emma      | Ashley    | Abigail   | Olivia    |
| Colorado (2009)             | Isabella | Olivia   | Sophia   | Abigail   | Emma     | Ava       | Emily     | Addison   | Elizabeth | Madison   |
| Connecticut (2009)          | Isabella | Olivia   | Sophia   | Ava       | Emma     | Madison   | Abigail   | Mia       | Samantha  | Emily     |
| Delaware (2009)             | Isabella | Olivia   | Sophia   | Abigail   | Ava      | Emma      | Madison   | Samantha  | Emily     | Elizabeth |
| District of Columbia (2009) | Allison  | Sophia   | Ashley   | Katherine | Abigail  | Elizabeth | Taylor    | Charlotte | Zoe       | Anna      |
| Florida (2009)              | Isabella | Sophia   | Emma     | Emily     | Olivia   | Madison   | Ava       | Mia       | Abigail   | Chloe     |
| Georgia (2009)              | Madison  | Isabella | Emma     | Olivia    | Ava      | Abigail   | Emily     | Chloe     | Elizabeth | Addison   |
| Hawaii (2009)               | Isabella | Sophia   | Mia      | Ava       | Chloe    | Madison   | Olivia    | Taylor    | Emma      | Faith     |
| Idaho (2009)                | Olivia   | Emma     | Isabella | Sophia    | Addison  | Abigail   | Elizabeth | Emily     | Ava       | Madison   |
| Illinois (2009)             | Isabella | Olivia   | Sophia   | Emma      | Emily    | Ava       | Abigail   | Mia       | Madison   | Ella      |
| Indiana (2009)              | Emma     | Olivia   | Isabella | Ava       | Addison  | Sophia    | Abigail   | Madison   | Chloe     | Lillian   |
| Iowa (2009)                 | Ava      | Olivia   | Emma     | Isabella  | Addison  | Ella      | Sophia    | Chloe     | Grace     | Natalie   |
| Kansas (2009)               | Emma     | Isabella | Ava      | Olivia    | Abigail  | Addison   | Madison   | Sophia    | Chloe     | Emily     |
| Kentucky (2009)             | Emma     | Isabella | Madison  | Olivia    | Abigail  | Alexis    | Addison   | Ava       | Chloe     | Emily     |
| Louisiana (2009)            | Ava      | Emma     | Isabella | Madison   | Olivia   | Chloe     | Addison   | Abigail   | Emily     | Sophia    |
| Maine (2010)                | Emma     | Olivia   | Isabella | Abigail   | Madison  | Ava       | Lily      | Chloe     | Sophia    | Addison   |
| Maryland (2009)             | Madison  | Olivia   | Ava      | Isabella  | Emma     | Sophia    | Abigail   | Chloe     | Emily     | Taylor    |
| Massachusetts (2009)        | Olivia   | Isabella | Sophia   | Ava       | Emma     | Abigail   | Emily     | Grace     | Madison   | Mia       |
| Michigan (2009)             | Olivia   | Isabella | Ava      | Emma      | Madison  | Sophia    | Abigail   | Chloe     | Addison   | Ella      |
| Minnesota (2009)            | Olivia   | Ava      | Emma     | Sophia    | Isabella | Ella      | Grace     | Abigail   | Addison   | Chloe     |
| Mississippi (2009)          | Madison  | Emma     | Addison  | Ava       | Anna     | Isabella  | Chloe     | Olivia    | Makayla   | Alyssa    |
| Missouri (2009)             | Emma     | Olivia   | Isabella | Ava       | Madison  | Sophia    | Abigail   | Chloe     | Addison   | Elizabeth |
| Montana (2009)              | Emma     | Isabella | Olivia   | Ava       | Madison  | Sophia    | Hailey    | Addison   | Taylor    | Chloe     |
| Nebraska (2009)             | Addison  | Isabella | Ava      | Olivia    | Emma     | Sophia    | Ella      | Emily     | Grace     | Alexis    |
| Nevada (2009)               | Isabella | Sophia   | Emma     | Olivia    | Emily    | Ava       | Madison   | Mia       | Abigail   | Samantha  |
| New Hampshire (2009)        | Olivia   | Isabella | Ava      | Emma      | Abigail  | Alexis    | Madison   | Sophia    | Lily      | Emily     |
| New Jersey (2009)           | Isabella | Olivia   | Sophia   | Ava       | Emily    | Mia       | Emma      | Madison   | Samantha  | Abigail   |
| New Mexico (2009)           | Isabella | Olivia   | Mia      | Nevaeh    | Sophia   | Ava       | Emily     | Alyssa    | Madison   | Emma      |
| New York (2009)             | Isabella | Sophia   | Olivia   | Emma      | Emily    | Madison   | Ava       | Mia       | Abigail   | Sarah     |
| North Carolina (2009)       | Emma     | Madison  | Isabella | Ava       | Abigail  | Olivia    | Emily     | Addison   | Chloe     | Sophia    |
| North Dakota (2009)         | Olivia   | Ava      | Emma     | Ella      | Isabella | Chloe     | Taylor    | Abigail   | Lily      | Addison   |
| Ohio (2009)                 | Isabella | Emma     | Olivia   | Ava       | Madison  | Sophia    | Addison   | Abigail   | Chloe     | Ella      |
| Oklahoma (2009)             | Isabella | Emma     | Addison  | Madison   | Abigail  | Chloe     | Olivia    | Emily     | Ava       | Alexis    |
| Oregon (2009)               | Emma     | Isabella | Olivia   | Emily     | Sophia   | Madison   | Abigail   | Ava       | Elizabeth | Chloe     |
| Pennsylvania (2009)         | Isabella | Olivia   | Ava      | Emma      | Sophia   | Madison   | Emily     | Abigail   | Ella      | Grace     |
| Puerto Rico (2009)          | Alondra  | Mia      | Valeria  | Kamila    | Camila   | Amanda    | Andrea    | Gabriela  | Adriana   | Alanis    |
| Rhode Island (2009)         | Isabella | Olivia   | Sophia   | Ava       | Emma     | Abigail   | Madison   | Mia       | Emily     | Gabriella |
| South Carolina (2009)       | Emma     | Madison  | Isabella | Olivia    | Abigail  | Ava       | Elizabeth | Addison   | Emily     | Chloe     |
| South Dakota (2009)         | Emma     | Ava      | Isabella | Sophia    | Alexis   | Elizabeth | Addison   | Olivia    | Madison   | Brooklyn  |
| Tennessee (2009)            | Emma     | Madison  | Isabella | Olivia    | Abigail  | Addison   | Ava       | Chloe     | Emily     | Elizabeth |
| Texas (2009)                | Isabella | Emily    | Mia      | Emma      | Sophia   | Abigail   | Madison   | Ava       | Natalie   | Olivia    |
| Utah (2009)                 | Olivia   | Emma     | Abigail  | Brooklyn  | Lily     | Isabella  | Elizabeth | Ava       | Sophia    | Chloe     |
| Vermont (2009)              | Emma     | Ava      | Isabella | Madison   | Sophia   | Olivia    | Abigail   | Lily      | Addison   | Grace     |
| Virginia (2009)             | Isabella | Madison  | Emma     | Olivia    | Abigail  | Sophia    | Ava       | Emily     | Elizabeth | Chloe     |
| Washington (2009)           | Isabella | Olivia   | Sophia   | Emma      | Abigail  | Emily     | Ava       | Elizabeth | Chloe     | Madison   |
| West Virginia (2009)        | Madison  | Isabella | Emma     | Alexis    | Emily    | Olivia    | Abigail   | Chloe     | Ava       | Kaylee    |
| Wisconsin (2009)            | Olivia   | Isabella | Emma     | Ava       | Sophia   | Addison   | Ella      | Abigail   | Elizabeth | Grace     |
| Wyoming (2008)              | Isabella | Madison  | Ava      | Emma      | Alexis   | Elizabeth | Addison   | Olivia    | Abigail   | Taylor    |

## 2010

### Nume masculine
| Regiune (an)                | Nr. 1     | Nr. 2     | Nr. 3     | Nr. 4     | Nr. 5       | Nr. 6       | Nr. 7       | Nr. 8     | Nr. 9       | Nr. 10      |
| --------------------------- | --------- | --------- | --------- | --------- | ----------- | ----------- | ----------- | --------- | ----------- | ----------- |
| Alaska (2010)               | William   | James     | Logan     | Michael   | Jacob       | Ethan       | Alexander   | Elijah    | Joshua      | Liam        |
| Alabama (2010)              | William   | James     | John      | Jacob     | Jayden      | Jackson     | Noah        | Elijah    | Christopher | Ethan       |
| Arizona (2010)              | Jacob     | Daniel    | Anthony   | Alexander | Angel       | Michael     | Jayden      | Gabriel   | Ethan       | Aiden       |
| Arkansas (2010)             | William   | Jacob     | Elijah    | James     | Ethan       | Jayden      | Michael     | Mason     | Landon      | Aiden       |
| California (2010)           | Jacob     | Daniel    | Anthony   | Alexander | Angel       | Ethan       | Jayden      | David     | Andrew      | Nathan      |
| Colorado (2010)             | Jacob     | Alexander | Noah      | William   | Daniel      | Liam        | Elijah      | Logan     | Anthony     | Gabriel     |
| Connecticut (2010)          | Michael   | Alexander | Jacob     | Matthew   | Ryan        | Jayden      | William     | Noah      | Christopher | Ethan       |
| Delaware (2010)             | Michael   | William   | Alexander | James     | Anthony     | Mason       | Jacob       | Joshua    | Gavin       | Logan       |
| District of Columbia (2010) | William   | Alexander | Henry     | John      | Christopher | James       | Anthony     | Michael   | Noah        | Benjamin    |
| Florida (2010)              | Jayden    | Jacob     | Michael   | Anthony   | Alexander   | Ethan       | Joshua      | Daniel    | Matthew     | Gabriel     |
| Georgia (2010)              | William   | Jacob     | Jayden    | Joshua    | Elijah      | Christopher | James       | Ethan     | Michael     | Jackson     |
| Hawaii (2010)               | Noah      | Jacob     | Elijah    | Joshua    | Ethan       | Aiden       | Logan       | Caleb     | Dylan       | Gabriel     |
| Idaho (2010)                | William   | Samuel    | Logan     | Ethan     | Jacob       | Aiden       | Mason       | Alexander | James       | Noah        |
| Illinois (2010)             | Alexander | Jacob     | Michael   | Daniel    | Anthony     | Ethan       | Jayden      | William   | Joshua      | Logan       |
| Indiana (2010)              | Elijah    | Jacob     | Ethan     | Mason     | Noah        | Aiden       | Andrew      | Logan     | Alexander   | Landon      |
| Iowa (2010)                 | Noah      | Mason     | Ethan     | Aiden     | Jacob       | Landon      | William     | Jackson   | Carter      | Logan       |
| Kansas (2010)               | Jacob     | William   | Alexander | Ethan     | Elijah      | Gabriel     | Mason       | Noah      | Landon      | Jackson     |
| Kentucky (2010)             | William   | Jacob     | Brayden   | Noah      | James       | Mason       | Landon      | Jackson   | Ethan       | Aiden       |
| Louisiana (2010)            | Jayden    | Ethan     | Mason     | Noah      | Michael     | Aiden       | Landon      | Joshua    | Jacob       | Brayden     |
| Maine (2010)                | Owen      | Aiden     | Liam      | Noah      | Logan       | Mason       | Wyatt       | Jacob     | Ethan       | Hunter      |
| Maryland (2010)             | Jacob     | Joshua    | Michael   | Noah      | Ethan       | Mason       | Ryan        | Daniel    | Alexander   | Jayden      |
| Massachusetts (2010)        | Ryan      | Benjamin  | William   | Jacob     | Michael     | Matthew     | James       | Alexander | Andrew      | Anthony     |
| Michigan (2010)             | Jacob     | Ethan     | Noah      | Logan     | Aiden       | Michael     | Alexander   | Mason     | Andrew      | William     |
| Minnesota (2010)            | Mason     | Ethan     | William   | Owen      | Logan       | Jack        | Samuel      | Jacob     | Jackson     | Carter      |
| Mississippi (2010)          | William   | James     | Jayden    | John      | Elijah      | Jacob       | Christopher | Aiden     | Michael     | Joshua      |
| Missouri (2010)             | Jacob     | Mason     | William   | Logan     | Jackson     | Elijah      | Michael     | Noah      | Landon      | Ethan       |
| Montana (2010)              | Wyatt     | Samuel    | Ethan     | Jacob     | Logan       | Mason       | Noah        | James     | William     | Caleb       |
| Nebraska (2010)             | Jacob     | Mason     | Noah      | William   | Jackson     | Owen        | Carter      | Alexander | Elijah      | Ethan       |
| Nevada (2010)               | Jacob     | Jayden    | Anthony   | Daniel    | Alexander   | David       | Logan       | Michael   | Angel       | Aiden       |
| New Hampshire (2010)        | Logan     | Mason     | Owen      | Jacob     | Liam        | Benjamin    | William     | Ethan     | Michael     | Tyler       |
| New Jersey (2010)           | Michael   | Ryan      | Jayden    | Anthony   | Joseph      | Daniel      | Matthew     | Jacob     | Christopher | Nicholas    |
| New Mexico (2010)           | Elijah    | Jacob     | Aiden     | Michael   | Noah        | Joshua      | Gabriel     | Daniel    | Anthony     | Jayden      |
| New York (2010)             | Michael   | Jayden    | Jacob     | Ethan     | Daniel      | Joseph      | Anthony     | Matthew   | Ryan        | Alexander   |
| North Carolina (2010)       | William   | Jacob     | Elijah    | Noah      | Jayden      | Joshua      | Ethan       | James     | Alexander   | Jackson     |
| North Dakota (2010)         | Mason     | Jacob     | Logan     | Noah      | Aiden       | Ethan       | Liam        | Carter    | Bentley     | Brayden     |
| Ohio (2010)                 | Jacob     | Mason     | Logan     | Noah      | Ethan       | Aiden       | William     | Michael   | Carter      | Landon      |
| Oklahoma (2010)             | Jacob     | Aiden     | Elijah    | Ethan     | Noah        | Mason       | William     | James     | Logan       | Michael     |
| Oregon (2010)               | Jacob     | Logan     | Benjamin  | Noah      | Mason       | Samuel      | Ethan       | Alexander | William     | Wyatt       |
| Pennsylvania (2010)         | Michael   | Jacob     | Mason     | Logan     | Ryan        | Ethan       | Aiden       | Anthony   | Joseph      | Noah        |
| Rhode Island (2010)         | Logan     | Michael   | Alexander | Jayden    | Jacob       | Benjamin    | Mason       | Daniel    | Ethan       | Joseph      |
| South Carolina (2010)       | William   | James     | Jacob     | Jayden    | Michael     | Christopher | Joshua      | Elijah    | John        | Noah        |
| South Dakota (2010)         | Jacob     | Mason     | Noah      | Carter    | Landon      | Aiden       | Benjamin    | Gavin     | Owen        | Ethan       |
| Tennessee (2010)            | William   | Jacob     | Elijah    | James     | Noah        | Ethan       | Jackson     | Aiden     | Joshua      | Christopher |
| Texas (2010)                | Jacob     | Jose      | Jayden    | Angel     | David       | Daniel      | Christopher | Ethan     | Anthony     | Joshua      |
| Utah (2010)                 | William   | Mason     | Ethan     | Jacob     | James       | Samuel      | Isaac       | Logan     | Jack        | Benjamin    |
| Vermont (2010)              | Logan     | Wyatt     | William   | Connor    | Liam        | Mason       | Carter      | Noah      | Owen        | Aiden       |
| Virginia (2010)             | William   | Jacob     | Michael   | Alexander | Ethan       | Noah        | James       | Joshua    | Christopher | Aiden       |
| Washington (2010)           | Jacob     | Alexander | Ethan     | Daniel    | William     | Logan       | Benjamin    | Noah      | Liam        | Elijah      |
| West Virginia (2010)        | Jacob     | Mason     | Noah      | Logan     | Landon      | Brayden     | Aiden       | James     | Hunter      | Ethan       |
| Wisconsin (2010)            | Mason     | Ethan     | Jacob     | Logan     | Noah        | Jackson     | Carter      | Owen      | Alexander   | William     |
| Wyoming (2010)              | James     | Logan     | Wyatt     | Gabriel   | Samuel      | Ethan       | Mason       | Noah      | Austin      | Carter      |

### Nume feminine
| Regiune (an)                | Nr. 1    | Nr. 2    | Nr. 3     | Nr. 4    | Nr. 5    | Nr. 6     | Nr. 7     | Nr. 8     | Nr. 9     | Nr. 10    |
| --------------------------- | -------- | -------- | --------- | -------- | -------- | --------- | --------- | --------- | --------- | --------- |
| Alaska (2010)               | Sophia   | Emma     | Isabella  | Olivia   | Ava      | Abigail   | Elizabeth | Grace     | Madison   | Chloe     |
| Alabama (2010)              | Emma     | Isabella | Madison   | Ava      | Olivia   | Chloe     | Abigail   | Elizabeth | Addison   | Emily     |
| Arizona (2010)              | Isabella | Sophia   | Mia       | Emma     | Olivia   | Emily     | Abigail   | Ava       | Madison   | Natalie   |
| Arkansas (2010)             | Emma     | Isabella | Addison   | Chloe    | Madison  | Emily     | Abigail   | Olivia    | Ava       | Sophia    |
| California (2010)           | Isabella | Sophia   | Emily     | Mia      | Emma     | Samantha  | Olivia    | Abigail   | Natalie   | Ava       |
| Colorado (2010)             | Isabella | Sophia   | Olivia    | Emma     | Abigail  | Ava       | Emily     | Elizabeth | Madison   | Ella      |
| Connecticut (2010)          | Isabella | Olivia   | Sophia    | Ava      | Emma     | Abigail   | Madison   | Mia       | Gabriella | Emily     |
| Delaware (2010)             | Sophia   | Isabella | Ava       | Olivia   | Emily    | Madison   | Abigail   | Emma      | Leah      | Mia       |
| District of Columbia (2010) | Madison  | Olivia   | Charlotte | Ashley   | Sophia   | Ava       | Emma      | Zoe       | Abigail   | Elizabeth |
| Florida (2010)              | Isabella | Sophia   | Olivia    | Emma     | Emily    | Mia       | Ava       | Madison   | Abigail   | Chloe     |
| Georgia (2010)              | Isabella | Emma     | Madison   | Abigail  | Olivia   | Sophia    | Chloe     | Emily     | Ava       | Addison   |
| Hawaii (2010)               | Isabella | Sophia   | Chloe     | Ava      | Emma     | Olivia    | Mia       | Hailey    | Madison   | Lily      |
| Idaho (2010)                | Olivia   | Emma     | Sophia    | Ava      | Abigail  | Elizabeth | Isabella  | Emily     | Ella      | Addison   |
| Illinois (2010)             | Isabella | Sophia   | Olivia    | Emma     | Emily    | Abigail   | Ava       | Mia       | Madison   | Grace     |
| Indiana (2010)              | Emma     | Sophia   | Isabella  | Olivia   | Ava      | Addison   | Abigail   | Chloe     | Ella      | Emily     |
| Iowa (2010)                 | Ava      | Emma     | Sophia    | Olivia   | Isabella | Addison   | Ella      | Abigail   | Chloe     | Elizabeth |
| Kansas (2010)               | Isabella | Ava      | Sophia    | Emma     | Olivia   | Addison   | Abigail   | Avery     | Emily     | Chloe     |
| Kentucky (2010)             | Isabella | Emma     | Abigail   | Addison  | Madison  | Olivia    | Sophia    | Chloe     | Ava       | Alexis    |
| Louisiana (2010)            | Ava      | Emma     | Isabella  | Madison  | Olivia   | Chloe     | Sophia    | Addison   | Khloe     | Abigail   |
| Maine (2010)                | Emma     | Olivia   | Isabella  | Madison  | Sophia   | Ava       | Ella      | Abigail   | Grace     | Addison   |
| Maryland (2010)             | Sophia   | Madison  | Olivia    | Isabella | Abigail  | Ava       | Emma      | Chloe     | Emily     | Elizabeth |
| Massachusetts (2010)        | Isabella | Sophia   | Olivia    | Ava      | Emma     | Abigail   | Emily     | Ella      | Mia       | Madison   |
| Michigan (2010)             | Sophia   | Isabella | Olivia    | Ava      | Emma     | Madison   | Addison   | Abigail   | Ella      | Chloe     |
| Minnesota (2010)            | Ava      | Olivia   | Sophia    | Isabella | Emma     | Abigail   | Ella      | Addison   | Grace     | Emily     |
| Mississippi (2010)          | Madison  | Emma     | Addison   | Isabella | Ava      | Chloe     | Olivia    | Elizabeth | Anna      | Khloe     |
| Missouri (2010)             | Isabella | Emma     | Olivia    | Sophia   | Ava      | Abigail   | Addison   | Madison   | Chloe     | Emily     |
| Montana (2010)              | Emma     | Isabella | Sophia    | Olivia   | Ella     | Abigail   | Madison   | Addison   | Ava       | Elizabeth |
| Nebraska (2010)             | Olivia   | Isabella | Ava       | Sophia   | Emma     | Addison   | Ella      | Chloe     | Elizabeth | Emily     |
| Nevada (2010)               | Isabella | Sophia   | Emily     | Emma     | Mia      | Olivia    | Madison   | Ava       | Samantha  | Abigail   |
| New Hampshire (2010)        | Sophia   | Olivia   | Isabella  | Ava      | Emma     | Abigail   | Madison   | Ella      | Addison   | Elizabeth |
| New Jersey (2010)           | Isabella | Sophia   | Olivia    | Ava      | Emily    | Emma      | Mia       | Abigail   | Madison   | Samantha  |
| New Mexico (2010)           | Isabella | Sophia   | Nevaeh    | Mia      | Olivia   | Emma      | Abigail   | Aaliyah   | Emily     | Hailey    |
| New York (2010)             | Isabella | Sophia   | Olivia    | Emma     | Ava      | Madison   | Emily     | Mia       | Abigail   | Chloe     |
| North Carolina (2010)       | Emma     | Isabella | Ava       | Madison  | Sophia   | Abigail   | Olivia    | Addison   | Chloe     | Emily     |
| North Dakota (2010)         | Sophia   | Isabella | Addison   | Ella     | Olivia   | Brooklyn  | Emma      | Emily     | Elizabeth | Ava       |
| Ohio (2010)                 | Isabella | Ava      | Olivia    | Emma     | Sophia   | Addison   | Madison   | Abigail   | Ella      | Lillian   |
| Oklahoma (2010)             | Isabella | Emma     | Olivia    | Addison  | Madison  | Abigail   | Sophia    | Chloe     | Ava       | Alexis    |
| Oregon (2010)               | Sophia   | Olivia   | Emma      | Isabella | Emily    | Abigail   | Ava       | Ella      | Madison   | Addison   |
| Pennsylvania (2010)         | Isabella | Sophia   | Emma      | Olivia   | Ava      | Abigail   | Madison   | Emily     | Ella      | Chloe     |
| Rhode Island (2010)         | Isabella | Sophia   | Olivia    | Ava      | Emma     | Abigail   | Emily     | Ella      | Gabriella | Elizabeth |
| South Carolina (2010)       | Madison  | Isabella | Emma      | Olivia   | Ava      | Abigail   | Sophia    | Emily     | Elizabeth | Addison   |
| South Dakota (2010)         | Sophia   | Ava      | Emma      | Olivia   | Isabella | Brooklyn  | Ella      | Avery     | Alexis    | Chloe     |
| Tennessee (2010)            | Isabella | Emma     | Madison   | Addison  | Abigail  | Ava       | Olivia    | Chloe     | Sophia    | Elizabeth |
| Texas (2010)                | Isabella | Sophia   | Emma      | Emily    | Mia      | Abigail   | Ava       | Olivia    | Madison   | Natalie   |
| Utah (2010)                 | Olivia   | Abigail  | Sophia    | Emma     | Lily     | Brooklyn  | Chloe     | Elizabeth | Ava       | Addison   |
| Vermont (2010)              | Sophia   | Ava      | Olivia    | Emma     | Isabella | Addison   | Madison   | Abigail   | Elizabeth | Emily     |
| Virginia (2010)             | Olivia   | Sophia   | Isabella  | Emma     | Abigail  | Madison   | Ava       | Chloe     | Emily     | Elizabeth |
| Washington (2010)           | Sophia   | Olivia   | Isabella  | Emma     | Abigail  | Emily     | Ava       | Elizabeth | Chloe     | Madison   |
| West Virginia (2010)        | Isabella | Emma     | Madison   | Abigail  | Alexis   | Sophia    | Addison   | Olivia    | Chloe     | Ava       |
| Wisconsin (2010)            | Sophia   | Olivia   | Ava       | Isabella | Emma     | Ella      | Addison   | Abigail   | Emily     | Grace     |
| Wyoming (2010)              | Isabella | Madison  | Sophia    | Addison  | Chloe    | Emma      | Lillian   | Abigail   | Brooklyn  | Alexis    |

## 2011

### Nume masculine
| Regiune (an)                | Nr. 1     | Nr. 2       | Nr. 3     | Nr. 4     | Nr. 5       | Nr. 6     | Nr. 7     | Nr. 8    | Nr. 9     | Nr. 10      |
| --------------------------- | --------- | ----------- | --------- | --------- | ----------- | --------- | --------- | -------- | --------- | ----------- |
| Alaska (2011)               | Mason     | James       | William   | Liam      | Ethan       | Logan     | Wyatt     | Daniel   | Michael   | Elijah      |
| Alabama (2011)              | William   | Mason       | James     | Jacob     | John        | Noah      | Jayden    | Elijah   | Jackson   | Aiden       |
| Arizona (2011)              | Jacob     | Anthony     | Daniel    | Michael   | Ethan       | Angel     | Alexander | Mason    | Noah      | Aiden       |
| Arkansas (2011)             | William   | Jacob       | Mason     | Aiden     | Noah        | Jayden    | Elijah    | Ethan    | Joshua    | Jackson     |
| California (2011)           | Jacob     | Daniel      | Jayden    | Anthony   | Matthew     | Alexander | Ethan     | David    | Andrew    | Nathan      |
| Colorado (2011)             | Liam      | Mason       | Noah      | Elijah    | William     | Alexander | Jacob     | Logan    | Daniel    | Benjamin    |
| Connecticut (2011)          | Alexander | Michael     | Mason     | Ryan      | Jacob       | William   | Joseph    | Anthony  | Matthew   | Jayden      |
| Delaware (2011)             | Michael   | Mason       | Ryan      | William   | Noah        | Ethan     | Jacob     | Anthony  | Aiden     | Jayden      |
| District of Columbia (2011) | William   | Alexander   | Daniel    | James     | Christopher | Benjamin  | Henry     | John     | Jayden    | Joshua      |
| Florida (2011)              | Jayden    | Jacob       | Daniel    | Noah      | Michael     | Anthony   | Joshua    | Elijah   | Alexander | Mason       |
| Georgia (2011)              | William   | Christopher | Mason     | Joshua    | Jayden      | Jacob     | Michael   | Elijah   | James     | Aiden       |
| Hawaii (2011)               | Noah      | Mason       | Elijah    | Aiden     | Ethan       | Jacob     | Alexander | Logan    | Isaiah    | Liam        |
| Idaho (2011)                | Mason     | Jacob       | Liam      | Benjamin  | Alexander   | William   | Wyatt     | Ethan    | Samuel    | Aiden       |
| Illinois (2011)             | Alexander | Michael     | Jacob     | Noah      | Daniel      | Mason     | Ethan     | William  | Anthony   | Benjamin    |
| Indiana (2011)              | Mason     | Liam        | Elijah    | Noah      | William     | Jackson   | Jacob     | Ethan    | Alexander | Aiden       |
| Iowa (2011)                 | Carter    | Mason       | Owen      | Noah      | Jacob       | William   | Jackson   | Ethan    | Liam      | Logan       |
| Kansas (2011)               | Mason     | William     | Jacob     | Ethan     | Jackson     | Aiden     | Logan     | Samuel   | Noah      | Alexander   |
| Kentucky (2011)             | William   | Mason       | Elijah    | Jacob     | Brayden     | Noah      | Aiden     | Landon   | Jackson   | James       |
| Louisiana (2011)            | Mason     | Jayden      | Aiden     | William   | Landon      | Ethan     | Noah      | Michael  | John      | Elijah      |
| Maine (2011)                | Mason     | Liam        | Jacob     | Benjamin  | Wyatt       | William   | Noah      | Owen     | Jackson   | Carter      |
| Maryland (2011)             | Mason     | Jacob       | Michael   | Ethan     | Ryan        | William   | Alexander | Noah     | Daniel    | Jayden      |
| Massachusetts (2011)        | William   | Benjamin    | Jacob     | Michael   | Ryan        | Mason     | John      | Anthony  | Noah      | Jack        |
| Michigan (2011)             | Mason     | Jacob       | Noah      | Logan     | Liam        | Ethan     | Michael   | Carter   | Alexander | Lucas       |
| Minnesota (2011)            | Mason     | William     | Jacob     | Liam      | Benjamin    | Ethan     | Logan     | Jack     | Noah      | Jackson     |
| Mississippi (2011)          | William   | James       | Jayden    | John      | Christopher | Elijah    | Jacob     | Mason    | Joshua    | Ethan       |
| Missouri (2011)             | Mason     | William     | Noah      | Jacob     | Liam        | Jackson   | Aiden     | Logan    | Elijah    | Ethan       |
| Montana (2011)              | Mason     | Liam        | Wyatt     | Jacob     | Noah        | William   | Logan     | Ethan    | Brayden   | Samuel      |
| Nebraska (2011)             | Mason     | Jackson     | William   | Alexander | Jacob       | Carter    | Liam      | Logan    | Noah      | Ethan       |
| Nevada (2011)               | Anthony   | Jacob       | Daniel    | Mason     | Jayden      | Alexander | Noah      | Aiden    | Matthew   | Michael     |
| New Hampshire (2011)        | Mason     | Logan       | Liam      | Jackson   | Noah        | Owen      | Benjamin  | Jacob    | Connor    | William     |
| New Jersey (2011)           | Michael   | Ryan        | Anthony   | Jayden    | Jacob       | Matthew   | Joseph    | Daniel   | Alexander | Christopher |
| New Mexico (2011)           | Jacob     | Elijah      | Michael   | Aiden     | Noah        | Gabriel   | Daniel    | Jayden   | Joshua    | Isaiah      |
| New York (2011)             | Michael   | Jacob       | Jayden    | Matthew   | Joseph      | Ethan     | Anthony   | Mason    | Daniel    | Ryan        |
| North Carolina (2011)       | William   | Mason       | Jacob     | Elijah    | Noah        | Jayden    | Jackson   | James    | Ethan     | Christopher |
| North Dakota (2011)         | Mason     | Carter      | Jacob     | Liam      | Ethan       | Logan     | Noah      | Owen     | Easton    | Wyatt       |
| Ohio (2011)                 | Mason     | Jacob       | Noah      | William   | Liam        | Michael   | Logan     | Ethan    | Alexander | Aiden       |
| Oklahoma (2011)             | William   | Mason       | Jacob     | Noah      | Elijah      | Ethan     | Aiden     | Michael  | James     | Wyatt       |
| Oregon (2011)               | Mason     | Liam        | Logan     | Jacob     | Alexander   | Samuel    | Daniel    | Jackson  | Ethan     | Noah        |
| Pennsylvania (2011)         | Mason     | Michael     | Jacob     | Logan     | Ryan        | Noah      | Liam      | Ethan    | Benjamin  | William     |
| Rhode Island (2011)         | Mason     | Michael     | Benjamin  | William   | Jayden      | Joseph    | Alexander | Ethan    | Jacob     | Logan       |
| South Carolina (2011)       | William   | Mason       | Jayden    | James     | Aiden       | Jacob     | Elijah    | Jackson  | Noah      | Christopher |
| South Dakota (2011)         | Mason     | Carter      | William   | Logan     | Elijah      | Jackson   | Jacob     | Benjamin | Gavin     | Noah        |
| Tennessee (2011)            | William   | Mason       | Elijah    | Jacob     | James       | Jackson   | Noah      | Jayden   | Aiden     | John        |
| Texas (2011)                | Jacob     | Jayden      | Daniel    | Jose      | David       | Ethan     | Noah      | Aiden    | Angel     | Christopher |
| Utah (2011)                 | Mason     | William     | James     | Jacob     | Samuel      | Ethan     | Jackson   | Isaac    | Benjamin  | Liam        |
| Vermont (2011)              | Liam      | William     | Mason     | Carter    | Benjamin    | Owen      | Ethan     | Logan    | Samuel    | James       |
| Virginia (2011)             | William   | Jacob       | Mason     | Noah      | Ethan       | James     | Michael   | Jackson  | Jayden    | Liam        |
| Washington (2011)           | Mason     | Liam        | Alexander | Jacob     | Ethan       | Noah      | Daniel    | Logan    | William   | Benjamin    |
| West Virginia (2011)        | Mason     | Jacob       | Landon    | Noah      | Aiden       | Hunter    | Elijah    | Brayden  | Bentley   | Gavin       |
| Wisconsin (2011)            | Mason     | Liam        | William   | Logan     | Owen        | Noah      | Jacob     | Jackson  | Alexander | Benjamin    |
| Wyoming (2011)              | William   | Jacob       | Jackson   | Parker    | Liam        | Mason     | Gabriel   | James    | Logan     | Noah        |

### Nume feminine
| Regiune (an)                | Nr. 1    | Nr. 2    | Nr. 3     | Nr. 4    | Nr. 5    | Nr. 6     | Nr. 7     | Nr. 8     | Nr. 9     | Nr. 10    |
| --------------------------- | -------- | -------- | --------- | -------- | -------- | --------- | --------- | --------- | --------- | --------- |
| Alaska (2011)               | Olivia   | Emma     | Isabella  | Madison  | Sophia   | Ava       | Emily     | Chloe     | Abigail   | Amelia    |
| Alabama (2011)              | Emma     | Ava      | Madison   | Olivia   | Isabella | Addison   | Chloe     | Elizabeth | Abigail   | Anna      |
| Arizona (2011)              | Sophia   | Isabella | Emma      | Emily    | Mia      | Olivia    | Ava       | Abigail   | Victoria  | Chloe     |
| Arkansas (2011)             | Emma     | Isabella | Addison   | Madison  | Abigail  | Ava       | Sophia    | Chloe     | Emily     | Olivia    |
| California (2011)           | Sophia   | Isabella | Emily     | Mia      | Emma     | Olivia    | Sofia     | Abigail   | Samantha  | Natalie   |
| Colorado (2011)             | Olivia   | Sophia   | Emma      | Isabella | Abigail  | Ava       | Emily     | Lily      | Elizabeth | Ella      |
| Connecticut (2011)          | Sophia   | Isabella | Olivia    | Ava      | Emma     | Madison   | Mia       | Emily     | Abigail   | Gianna    |
| Delaware (2011)             | Sophia   | Olivia   | Ava       | Emma     | Emily    | Abigail   | Madison   | Aubrey    | Isabella  | Chloe     |
| District of Columbia (2011) | Sophia   | Ava      | Elizabeth | Olivia   | Sofia    | Katherine | Madison   | Maya      | Isabella  | Abigail   |
| Florida (2011)              | Isabella | Sophia   | Emma      | Olivia   | Emily    | Mia       | Ava       | Madison   | Abigail   | Chloe     |
| Georgia (2011)              | Emma     | Isabella | Madison   | Olivia   | Ava      | Abigail   | Sophia    | Chloe     | Emily     | Elizabeth |
| Hawaii (2011)               | Sophia   | Olivia   | Chloe     | Emma     | Isabella | Ava       | Mia       | Lily      | Alexis    | Abigail   |
| Idaho (2011)                | Emma     | Sophia   | Olivia    | Ava      | Emily    | Abigail   | Elizabeth | Addison   | Ella      | Avery     |
| Illinois (2011)             | Sophia   | Olivia   | Isabella  | Emma     | Emily    | Ava       | Mia       | Abigail   | Sofia     | Natalie   |
| Indiana (2011)              | Emma     | Olivia   | Ava       | Sophia   | Isabella | Addison   | Ella      | Abigail   | Elizabeth | Emily     |
| Iowa (2011)                 | Emma     | Olivia   | Sophia    | Ava      | Addison  | Ella      | Isabella  | Abigail   | Natalie   | Avery     |
| Kansas (2011)               | Sophia   | Emma     | Olivia    | Isabella | Ava      | Abigail   | Brooklyn  | Addison   | Ella      | Chloe     |
| Kentucky (2011)             | Emma     | Isabella | Sophia    | Olivia   | Addison  | Ava       | Madison   | Chloe     | Abigail   | Brooklyn  |
| Louisiana (2011)            | Ava      | Emma     | Isabella  | Sophia   | Olivia   | Chloe     | Madison   | Ella      | Addison   | Aubrey    |
| Maine (2011)                | Emma     | Sophia   | Isabella  | Olivia   | Ava      | Grace     | Addison   | Madison   | Abigail   | Ella      |
| Maryland (2011)             | Sophia   | Olivia   | Isabella  | Madison  | Ava      | Emma      | Abigail   | Chloe     | Emily     | Elizabeth |
| Massachusetts (2011)        | Sophia   | Olivia   | Isabella  | Emma     | Ava      | Abigail   | Ella      | Emily     | Mia       | Charlotte |
| Michigan (2011)             | Olivia   | Sophia   | Emma      | Isabella | Ava      | Madison   | Abigail   | Ella      | Brooklyn  | Addison   |
| Minnesota (2011)            | Olivia   | Sophia   | Emma      | Ava      | Isabella | Abigail   | Grace     | Ella      | Elizabeth | Chloe     |
| Mississippi (2011)          | Madison  | Emma     | Ava       | Addison  | Olivia   | Isabella  | Brooklyn  | Chloe     | Aubrey    | Mary      |
| Missouri (2011)             | Emma     | Sophia   | Olivia    | Ava      | Isabella | Addison   | Abigail   | Chloe     | Madison   | Lillian   |
| Montana (2011)              | Emma     | Madison  | Olivia    | Ava      | Harper   | Sophia    | Brooklyn  | Grace     | Emily     | Abigail   |
| Nebraska (2011)             | Emma     | Sophia   | Olivia    | Ava      | Ella     | Isabella  | Chloe     | Madison   | Harper    | Avery     |
| Nevada (2011)               | Sophia   | Isabella | Olivia    | Emily    | Emma     | Mia       | Abigail   | Ava       | Chloe     | Madison   |
| New Hampshire (2011)        | Sophia   | Olivia   | Emma      | Ava      | Isabella | Abigail   | Ella      | Emily     | Charlotte | Madison   |
| New Jersey (2011)           | Sophia   | Isabella | Olivia    | Ava      | Emily    | Emma      | Mia       | Madison   | Abigail   | Samantha  |
| New Mexico (2011)           | Sophia   | Isabella | Mia       | Nevaeh   | Emma     | Ava       | Emily     | Olivia    | Madison   | Abigail   |
| New York (2011)             | Sophia   | Isabella | Olivia    | Emma     | Ava      | Emily     | Mia       | Madison   | Abigail   | Chloe     |
| North Carolina (2011)       | Emma     | Ava      | Olivia    | Isabella | Sophia   | Madison   | Abigail   | Emily     | Chloe     | Addison   |
| North Dakota (2011)         | Emma     | Ava      | Sophia    | Olivia   | Harper   | Isabella  | Abigail   | Ella      | Avery     | Brooklyn  |
| Ohio (2011)                 | Emma     | Sophia   | Ava       | Olivia   | Isabella | Madison   | Abigail   | Addison   | Chloe     | Lillian   |
| Oklahoma (2011)             | Emma     | Sophia   | Isabella  | Olivia   | Ava      | Addison   | Emily     | Abigail   | Brooklyn  | Chloe     |
| Oregon (2011)               | Sophia   | Emma     | Olivia    | Ava      | Isabella | Abigail   | Emily     | Natalie   | Elizabeth | Evelyn    |
| Pennsylvania (2011)         | Sophia   | Emma     | Ava       | Olivia   | Isabella | Abigail   | Emily     | Madison   | Ella      | Mia       |
| Rhode Island (2011)         | Sophia   | Olivia   | Isabella  | Emma     | Ava      | Emily     | Mia       | Abigail   | Lily      | Ella      |
| South Carolina (2011)       | Madison  | Emma     | Isabella  | Olivia   | Ava      | Abigail   | Sophia    | Emily     | Elizabeth | Addison   |
| South Dakota (2011)         | Ava      | Emma     | Olivia    | Sophia   | Brooklyn | Isabella  | Emily     | Harper    | Addison   | Grace     |
| Tennessee (2011)            | Emma     | Isabella | Ava       | Olivia   | Madison  | Addison   | Abigail   | Chloe     | Sophia    | Emily     |
| Texas (2011)                | Sophia   | Isabella | Emma      | Mia      | Emily    | Abigail   | Olivia    | Ava       | Camila    | Sofia     |
| Utah (2011)                 | Olivia   | Sophia   | Emma      | Lily     | Abigail  | Brooklyn  | Elizabeth | Lucy      | Avery     | Chloe     |
| Vermont (2011)              | Emma     | Olivia   | Sophia    | Ava      | Isabella | Lillian   | Amelia    | Madison   | Abigail   | Grace     |
| Virginia (2011)             | Sophia   | Emma     | Olivia    | Isabella | Abigail  | Madison   | Emily     | Ava       | Elizabeth | Chloe     |
| Washington (2010)           | Sophia   | Olivia   | Emma      | Isabella | Emily    | Ava       | Abigail   | Chloe     | Madison   | Elizabeth |
| West Virginia (2011)        | Isabella | Emma     | Madison   | Sophia   | Addison  | Abigail   | Olivia    | Ava       | Alexis    | Chloe     |
| Wisconsin (2011)            | Sophia   | Emma     | Ava       | Olivia   | Isabella | Addison   | Ella      | Abigail   | Evelyn    | Grace     |
| Wyoming (2011)              | Emma     | Olivia   | Addison   | Sophia   | Isabella | Madison   | Elizabeth | Abigail   | Zoey      | Emily     |

## 2012

### Nume masculine
| Regiune (an)                | Nr. 1       | Nr. 2           | Nr. 3          | Nr. 4     | Nr. 5                       | Nr. 6                    | Nr. 7                           | Nr. 8                   | Nr. 9                         | Nr. 10                       |
| --------------------------- | ----------- | --------------- | -------------- | --------- | --------------------------- | ------------------------ | ------------------------------- | ----------------------- | ----------------------------- | ---------------------------- |
| Alabama (2012)              | William     | James           | Mason          | John      | Jacob                       | Elijah                   | Aiden                           | Michael                 | Jayden                        | Noah                         |
| Alaska (2012)               | James       | Ethan           | Liam           | Gabriel   | Jacob, Mason, Noah, William | Michael                  | Elijah                          | Robert                  | Joseph                        | Tyler                        |
| Arizona (2012)              | Jacob       | Liam            | Daniel         | Ethan     | Anthony                     | Alexander                | Noah                            | Michael                 | Mason                         | Aiden                        |
| Arkansas (2012)             | William     | Mason           | James          | Jacob     | Elijah                      | Ethan, Hunter            | Aiden                           | Jayden                  | Gabriel, Jackson              | Noah                         |
| California (2012)           | Jacob       | Jayden          | Daniel         | Ethan     | Matthew                     | Noah                     | Anthony                         | Alexander               | Nathan                        | David                        |
| Colorado (2012)             | Liam        | Alexander       | Jacob          | William   | Noah                        | Elijah                   | Ethan                           | Logan                   | Jackson                       | Mason                        |
| Connecticut (2012)          | Mason       | Jacob           | Michael        | Liam      | Ethan                       | Jayden                   | Anthony                         | Matthew                 | Noah                          | Ryan                         |
| Delaware (2012)             | Michael     | Anthony         | Mason          | Liam      | Alexander, Christopher      | Ethan                    | William                         | Elijah, Logan           | John                          | Jacob, Jayden                |
| District of Columbia (2012) | William     | Alexander       | Henry          | John      | James                       | Daniel                   | Benjamin, Samuel                | David, Jacob            | Anthony, Christopher          | Elijah                       |
| Florida (2012)              | Jayden      | Jacob           | Ethan          | Michael   | Mason                       | Noah                     | Liam                            | Alexander               | Elijah                        | Aiden                        |
| Georgia (2012)              | William     | Mason           | Jacob          | Michael   | Jayden                      | Ethan                    | Joshua                          | Elijah                  | Noah                          | Aiden                        |
| Hawaii (2012)               | Ethan       | Noah            | Mason          | Elijah    | Logan                       | Jacob                    | Liam                            | James                   | Daniel, Jayden                | Aiden, David, Gabriel, Micah |
| Idaho (2012)                | Liam        | William         | Mason, Samuel  | Logan     | Wyatt                       | Ethan                    | Michael                         | Carter                  | Hunter, Jacob                 | Aiden, Andrew, Jackson       |
| Illinois (2012)             | Jacob       | Alexander, Noah | Michael        | Ethan     | Mason                       | Liam                     | Anthony                         | Jayden                  | Daniel                        | William                      |
| Indiana (2012)              | Liam        | Mason           | Elijah         | Noah      | Jacob                       | William                  | Jackson                         | Ethan                   | Carter                        | Alexander                    |
| Iowa (2012)                 | Liam        | Mason           | Carter         | William   | Owen                        | Noah                     | Jacob                           | Henry                   | Logan                         | Jackson                      |
| Kansas (2012)               | Mason       | Liam            | William        | Noah      | Jackson                     | Jacob                    | Elijah                          | Alexander, Henry, Logan | Gabriel                       | Ethan                        |
| Kentucky (2012)             | William     | Mason           | James          | Jacob     | Noah                        | Liam                     | Elijah                          | Ethan, Jackson          | Aiden                         | Bentley                      |
| Louisiana (2012)            | Mason       | Jayden          | William        | Noah      | Liam                        | Michael                  | Ethan, Joshua                   | Aiden                   | Elijah                        | Landon                       |
| Maine (2012)                | Mason       | Liam            | Noah           | Owen      | Jacob                       | Benjamin, Logan          | Wyatt                           | Carter                  | Jackson                       | William                      |
| Maryland (2012)             | Mason       | Michael         | Jacob, Noah    | Ethan     | Liam                        | William                  | Joshua                          | Daniel                  | Alexander                     | James                        |
| Massachusetts (2012)        | Benjamin    | Mason, Ryan     | William        | Jacob     | Michael                     | Noah                     | Liam                            | Nathan                  | Ethan                         | Joseph                       |
| Michigan (2012)             | Mason       | Liam            | Noah           | Jacob     | Carter                      | Ethan                    | Michael                         | Logan                   | Lucas                         | Alexander                    |
| Minnesota (2012)            | Mason       | William         | Ethan          | Liam      | Henry                       | Owen                     | Benjamin                        | Noah                    | Jackson                       | Logan                        |
| Mississippi (2012)          | William     | Mason           | John           | James     | Jayden                      | Aiden                    | Brayden                         | Elijah                  | Noah                          | Joshua                       |
| Missouri (2012)             | Mason       | William         | Liam           | Jackson   | Jacob                       | Ethan                    | Noah                            | Aiden                   | Elijah                        | Landon                       |
| Montana (2012)              | Liam        | William         | Wyatt          | Mason     | James                       | Jacob                    | Gabriel                         | Michael                 | Hunter                        | Logan                        |
| Nebraska (2012)             | Liam        | William         | Mason          | Jackson   | Owen                        | Benjamin                 | Noah, Samuel                    | Jacob                   | Logan                         | Carter                       |
| Nevada (2012)               | Alexander   | Anthony         | Daniel         | Jayden    | Jacob                       | Ethan                    | Mason                           | Liam                    | Noah                          | Aiden                        |
| New Hampshire (2012)        | Mason       | Jackson         | Jacob          | Liam      | Noah                        | Benjamin, Logan, William | Lucas, Owen                     | Carter                  | Joseph                        | Michael                      |
| New Jersey (2012)           | Michael     | Anthony         | Joseph         | Jayden    | Matthew                     | Ryan                     | Jacob                           | Ethan                   | Daniel, Mason                 | Alexander                    |
| New Mexico (2012)           | Noah        | Jacob           | Elijah         | Jayden    | Daniel                      | Ethan                    | Gabriel                         | Josiah, Matthew         | Aiden, Caleb, Isaiah, Joshua  | David, Jeremiah              |
| New York (2012)             | Michael     | Jacob           | Jayden         | Ethan     | Mason                       | Joseph                   | Matthew                         | Ryan                    | Liam                          | Daniel                       |
| North Carolina (2012)       | William     | Mason           | Jacob          | Elijah    | Noah                        | Jayden                   | James                           | Ethan                   | Jackson                       | Michael                      |
| North Dakota (2012)         | Liam, Mason | Ethan           | James, Noah    | Jacob     | Jackson                     | Eli, Elijah              | Carter                          | Isaac, William          | Wyatt                         | Aiden                        |
| Ohio (2012)                 | Mason       | Liam            | William        | Noah      | Michael                     | Jacob                    | Ethan                           | Carter                  | Jackson                       | Logan                        |
| Oklahoma (2012)             | Elijah      | Noah            | Mason          | Jacob     | Aiden, Ethan                | Liam                     | Wyatt                           | Jaxon                   | William                       | Alexander                    |
| Oregon (2012)               | Liam        | Mason           | Alexander      | William   | Henry                       | Ethan                    | Samuel                          | Daniel                  | Benjamin                      | Logan                        |
| Pennsylvania (2012)         | Mason       | Liam            | Jacob          | Michael   | Noah                        | Ryan                     | Ethan                           | Logan                   | Benjamin                      | John                         |
| Rhode Island (2012)         | Mason       | Michael         | Jacob          | Ethan     | Noah                        | Benjamin, Logan          | Anthony                         | Joseph                  | Alexander, Liam, William      | Gabriel                      |
| South Carolina (2012)       | William     | Mason           | James          | Elijah    | Jayden                      | Joshua                   | Jacob, Noah                     | Aiden                   | Jackson                       | Ethan                        |
| South Dakota (2012)         | Liam        | Mason           | Jacob          | Owen      | William                     | Noah                     | Logan                           | Jack                    | Carter                        | Michael                      |
| Tennessee (2012)            | William     | Mason           | Elijah         | James     | Jacob                       | Jackson                  | Ethan                           | Noah                    | Landon                        | Liam                         |
| Texas (2012)                | Jacob       | Jayden          | Ethan          | Noah      | Daniel                      | Jose                     | David                           | Aiden                   | Matthew                       | Alexander                    |
| Utah (2012)                 | William     | Liam            | Mason          | Ethan     | Jacob                       | Samuel                   | Jackson                         | James                   | Luke                          | Jack                         |
| Vermont (2012)              | Mason       | Noah            | Liam           | Owen      | Logan                       | Jacob                    | Aiden, Benjamin, Jackson, Wyatt | Henry, Oliver           | Cameron                       | Carter                       |
| Virginia (2012)             | William     | Mason           | Liam           | Jacob     | Elijah                      | Noah                     | James                           | Ethan                   | Jackson                       | Michael                      |
| Washington (2012)           | Mason       | Liam            | Ethan          | Alexander | Benjamin                    | Noah                     | Jacob                           | Daniel                  | Michael                       | James                        |
| West Virginia (2012)        | Mason       | Liam            | Bentley        | Jacob     | Hunter                      | Landon                   | Aiden                           | Brayden, Levi           | Noah                          | Braxton, Eli                 |
| Wisconsin (2012)            | Mason       | Liam            | Jackson        | Ethan     | Owen                        | Logan                    | Noah                            | William                 | Carter                        | Henry                        |
| Wyoming (2012)              | Liam        | Mason           | Logan, William | Wyatt     | Hunter, Jacob, Levi, Owen   | Carter                   | Ethan                           | Isaac, Jaxon, Noah      | Braxton, Connor, Jace, Landon | Gavin                        |

### Nume feminine
| Regiune (an)                | Nr. 1        | Nr. 2          | Nr. 3       | Nr. 4          | Nr. 5          | Nr. 6                     | Nr. 7               | Nr. 8                  | Nr. 9                    | Nr. 10                        |
| --------------------------- | ------------ | -------------- | ----------- | -------------- | -------------- | ------------------------- | ------------------- | ---------------------- | ------------------------ | ----------------------------- |
| Alabama (2012)              | Emma         | Ava            | Olivia      | Isabella       | Madison        | Abigail                   | Elizabeth           | Ella                   | Chloe                    | Harper                        |
| Alaska (2012)               | Emma         | Sophia         | Olivia      | Abigail        | Ava            | Chloe, Elizabeth, Lillian | Isabella            | Emily                  | Grace, Madison           | Ella, Harper                  |
| Arizona (2012)              | Sophia       | Isabella       | Emma        | Mia            | Olivia         | Emily                     | Ava                 | Abigail                | Sofia                    | Madison                       |
| Arkansas (2012)             | Emma         | Sophia         | Ava         | Isabella       | Olivia         | Addison                   | Harper              | Abigail                | Madison, Zoey            | Chloe                         |
| California (2012)           | Sophia       | Isabella       | Emma        | Emily          | Mia            | Olivia                    | Sofia               | Abigail                | Samantha                 | Camila                        |
| Colorado (2012)             | Emma         | Sophia         | Olivia      | Isabella       | Ava            | Abigail                   | Emily               | Avery                  | Evelyn                   | Mia                           |
| Connecticut (2012)          | Emma         | Olivia         | Isabella    | Sophia         | Ava            | Mia                       | Emily               | Charlotte              | Abigail                  | Madison                       |
| Delaware (2012)             | Sophia       | Emma, Isabella | Ava, Olivia | Emily          | Madison        | Aubrey, Lillian           | Abigail             | Amelia, Layla, Zoey    | Grace, Mia               | Addison, Riley                |
| District of Columbia (2012) | Sophia       | Emma           | Olivia      | Charlotte      | Genesis, Sofia | Ava                       | Chloe, Madison, Zoe | Naomi                  | Claire                   | Anna, Eleanor, Elizabeth, Mia |
| Florida (2012)              | Isabella     | Sophia         | Emma        | Olivia         | Mia            | Emily                     | Ava                 | Abigail                | Madison                  | Sofia                         |
| Georgia (2012)              | Emma         | Ava            | Isabella    | Madison        | Olivia         | Sophia                    | Emily               | Abigail                | Chloe                    | Elizabeth                     |
| Hawaii (2012)               | Sophia       | Emma           | Isabella    | Ava            | Mia            | Chloe                     | Olivia              | Lily, Madison          | Abigail, Aria            | Emily, Khloe                  |
| Idaho (2012)                | Olivia       | Sophia         | Emma        | Ava            | Elizabeth      | Abigail, Chloe            | Emily               | Brooklyn, Hannah, Zoey | Madison                  | Ella                          |
| Illinois (2012)             | Sophia       | Olivia         | Isabella    | Emma           | Ava            | Emily                     | Mia                 | Abigail                | Sofia                    | Elizabeth                     |
| Indiana (2012)              | Emma         | Sophia         | Olivia      | Ava            | Isabella       | Lillian                   | Addison             | Abigail                | Avery                    | Elizabeth                     |
| Iowa (2012)                 | Emma         | Sophia         | Olivia      | Harper         | Ava            | Ella                      | Avery               | Addison                | Emily                    | Lillian                       |
| Kansas (2012)               | Emma         | Sophia         | Olivia      | Isabella       | Ava            | Elizabeth                 | Avery               | Abigail                | Harper                   | Madison                       |
| Kentucky (2012)             | Emma         | Isabella       | Sophia      | Ava            | Abigail        | Olivia                    | Addison             | Chloe                  | Aubrey                   | Madison                       |
| Louisiana (2012)            | Emma         | Ava            | Isabella    | Olivia         | Chloe          | Sophia                    | Madison             | Aubrey                 | Abigail                  | Brooklyn, Ella                |
| Maine (2012)                | Emma         | Sophia         | Abigail     | Ava, Olivia    | Natalie        | Emily                     | Chloe               | Amelia, Avery          | Isabella                 | Grace, Lillian                |
| Maryland (2012)             | Sophia       | Emma           | Ava         | Olivia         | Isabella       | Madison                   | Abigail             | Emily                  | Chloe                    | Elizabeth                     |
| Massachusetts (2012)        | Emma         | Sophia         | Olivia      | Isabella       | Ava            | Emily                     | Abigail             | Charlotte              | Mia                      | Grace                         |
| Michigan (2012)             | Emma         | Sophia         | Ava         | Olivia         | Isabella       | Madison                   | Abigail             | Ella                   | Aubrey                   | Brooklyn                      |
| Minnesota (2012)            | Emma         | Olivia         | Sophia      | Ava            | Avery          | Evelyn                    | Ella                | Isabella               | Grace                    | Abigail                       |
| Mississippi (2012)          | Emma         | Madison        | Ava         | Olivia         | Chloe          | Aubrey                    | Isabella            | Brooklyn               | Elizabeth                | Mary                          |
| Missouri (2012)             | Emma         | Sophia         | Olivia      | Ava            | Isabella       | Abigail                   | Avery, Harper       | Lillian                | Addison                  | Ella                          |
| Montana (2012)              | Emma         | Olivia         | Ava         | Harper, Sophia | Isabella       | Zoey                      | Emily, Lily         | Grace                  | Ella                     | Abigail, Madison              |
| Nebraska (2012)             | Emma         | Olivia         | Sophia      | Harper         | Ava            | Ella                      | Avery               | Isabella               | Addison, Emily, Lillian  | Charlotte                     |
| Nevada (2012)               | Sophia       | Isabella       | Emma        | Olivia         | Mia            | Emily                     | Ava                 | Madison                | Chloe                    | Abigail                       |
| New Hampshire (2012)        | Emma, Sophia | Olivia         | Isabella    | Ava            | Charlotte      | Emily                     | Abigail, Ella       | Madison                | Grace                    | Hannah                        |
| New Jersey (2012)           | Sophia       | Isabella       | Emma        | Olivia         | Ava            | Mia                       | Emily               | Madison                | Abigail                  | Gianna                        |
| New Mexico (2012)           | Sophia       | Isabella       | Emma        | Mia            | Aaliyah        | Nevaeh                    | Abigail             | Emily                  | Olivia                   | Madison, Sofia                |
| New York (2012)             | Sophia       | Isabella       | Emma        | Olivia         | Ava            | Emily                     | Madison             | Mia                    | Abigail                  | Chloe                         |
| North Carolina (2012)       | Emma         | Sophia         | Ava         | Olivia         | Isabella       | Madison                   | Abigail             | Elizabeth              | Emily                    | Chloe, Ella                   |
| North Dakota (2012)         | Emma         | Olivia         | Sophia      | Harper         | Ava            | Ella                      | Avery, Zoey         | Grace                  | Aubrey, Brooklyn         | Isabella, Nora                |
| Ohio (2012)                 | Sophia       | Emma           | Ava         | Olivia         | Isabella       | Lillian                   | Addison             | Madison                | Ella                     | Abigail                       |
| Oklahoma (2012)             | Emma         | Sophia         | Isabella    | Olivia         | Abigail        | Emily                     | Elizabeth           | Addison                | Ava                      | Harper                        |
| Oregon (2012)               | Sophia       | Emma           | Olivia      | Isabella       | Abigail        | Emily                     | Amelia              | Ava                    | Addison                  | Elizabeth                     |
| Pennsylvania (2012)         | Emma         | Sophia         | Ava         | Olivia         | Isabella       | Madison                   | Abigail             | Emily                  | Mia                      | Aubrey                        |
| Rhode Island (2012)         | Sophia       | Ava            | Emma        | Isabella       | Olivia         | Mia                       | Emily               | Lily                   | Elizabeth                | Abigail, Charlotte            |
| South Carolina (2012)       | Emma         | Madison        | Olivia      | Isabella       | Ava            | Sophia                    | Elizabeth           | Abigail                | Emily                    | Addison                       |
| South Dakota (2012)         | Emma         | Harper         | Sophia      | Olivia         | Ava            | Ella                      | Isabella            | Zoey                   | Addison, Avery, Brooklyn | Amelia, Grace                 |
| Tennessee (2012)            | Emma         | Olivia         | Ava         | Isabella       | Sophia         | Abigail                   | Madison             | Chloe                  | Addison                  | Emily                         |
| Texas (2012)                | Sophia       | Isabella       | Emma        | Mia            | Emily          | Olivia                    | Ava                 | Abigail                | Sofia                    | Camila                        |
| Utah (2012)                 | Emma         | Olivia         | Sophia      | Ava, Lily      | Elizabeth      | Abigail                   | Brooklyn            | Lucy                   | Claire                   | Harper                        |
| Vermont (2012)              | Ava          | Olivia         | Emma        | Sophia         | Ella           | Isabella                  | Lillian             | Madison                | Addison                  | Emily                         |
| Virginia (2012)             | Sophia       | Emma           | Olivia      | Abigail        | Isabella       | Ava                       | Madison             | Emily                  | Charlotte                | Chloe                         |
| Washington (2012)           | Sophia       | Emma           | Olivia      | Isabella       | Ava, Emily     | Abigail                   | Elizabeth           | Mia                    | Ella                     | Evelyn                        |
| West Virginia (2012)        | Emma         | Sophia         | Isabella    | Ava            | Olivia         | Aubrey                    | Madison             | Brooklyn               | Addison                  | Abigail                       |
| Wisconsin (2012)            | Emma         | Sophia         | Olivia      | Ava            | Isabella       | Emily                     | Ella                | Evelyn                 | Grace                    | Amelia                        |
| Wyoming (2012)              | Emma         | Sophia         | Madison     | Elizabeth      | Olivia         | Ava, Chloe                | Addison, Ella       | Grace, Hannah, Lillian | Abigail, Avery, Paisley  | Harper, Isabella, Mia         |